# لحلاف مزاب
لحلاف مزاب هي قرية في إقليم سطات ضمن جهة الشاوية ورديغة بالغرب المغربي. كان مجموع عدد سكان الجماعة القروية لحلاف مزاب 7.160 نسمة.(تعداد السكان الرسمي 2004)